# 亞爾科·涅米寧
亞爾科·涅米寧（芬蘭語：Jarkko Nieminen，1981年7月23日—），芬蘭男子職業網球選手。截止2008年，他已經獲得了一項單打冠軍及一項雙打冠軍。他在大滿貫中的最佳成績則是進入八強（在2008年的澳網、2006年的溫網和2005年的美網）。涅米寧可說是芬蘭歷史上最出色的網球運動員之一，他不僅是芬蘭史上排名最高的網球運動員，也是迄今唯一一位獲得過單打冠軍的芬蘭網球運動員。他的妻子是羽球運動員阿努·涅米宁。

## 生涯统计

### 单打

#### 冠軍 (2)
| 赛事类别                                      |
| 大滿貫賽事 (0次冠军)                          |
| ATP年終賽（大師盃）/ 世界巡迴總決賽 (0次冠军) |
| ATP大師系列賽/ 世界巡迴大師賽 1000 (0次冠军)  |
| ATP黃金國際巡迴賽 / 世界巡迴賽 500 (0次冠军)  |
| ATP國際巡迴賽 / 世界巡迴賽 250 (2次冠军)      |

| 依場地性質分類 |
| 硬地 (2)       |
| 草地 (0)       |
| 紅土 (0)       |
| 室內地毯 (0)   |

| 依室內外分類 |
| 室外 (2)     |
| 室內 (0)     |

| 次數 | 日期          | ATP男單賽事                  | 場地 | 決賽對手      | 決賽比分 |
| 1.   | 2006年1月9日  | 海尼根公開賽，奥克兰，新西兰 | 硬地 | 馬里奧·安契奇 | 6-2, 6-2 |
| 2.   | 2012年1月15日 | 雪梨國際賽，雪梨，澳大利亞   | 硬地 | 儒利安·貝內托 | 6-2, 7-5 |

## 外部連結
- 亞爾科·涅米寧（英文/西班牙文）的官方資料
- 亞爾科·涅米寧的國際網球總會 職業／青少年 官方資料（英文）
- 亞爾科·涅米寧的官方資料（英文）